# Mitsubishi Colt
Mitsubishi Colt var en personbil bygget af den japanske bilfabrikant Mitsubishi Motors siden 1963.

## Mitsubishi Colt 1000/1100/1200
Mitsubishis første større familiebil blev introduceret i sommeren 1963. Det var en konventionel bil med frontmotor og baghjulstræk. Den firecylindrede stødstangsmotor på en liter gav modelnavnet Colt 1000. Bilen fandtes som firedørs sedan og som en enkel tredørs stationcar, som mest blev benyttet som varevogn.
I efteråret 1966 kom efterfølgeren Colt 1100 med større motor og modificeret front og bagende.
I foråret 1968 blev bilen igen opdateret som Colt 1200 med større motor og ny front med rektangulære forlygter. Sedanen fik nu det større karrosseri fra Colt 1500, mens den tredørs stationcar beholdt den kortere akselafstand. Nye varianter var en todørs sedan og en femdørs stationcar, bygget på det længere chassis.
Versioner
| Model | Motortype             | Slagvolume | Effekt | Brændstofsystem   |
| ----- | --------------------- | ---------- | ------ | ----------------- |
| 1000  | 4-cyl. rækkemotor ohv | 977 cm³    | 44 hk  | Enkelt karburator |
| 1100  | 4-cyl. rækkemotor ohv | 1088 cm³   | 58 hk  | Enkelt karburator |
| 1200  | 4-cyl. rækkemotor ohv | 1189 cm³   | 62 hk  | Enkelt karburator |

## Mitsubishi Colt 800/1000F/1100F
I efteråret 1965 blev Colt-serien udvidet med den mindre Colt 800 med kortere todørs combi coupé-karrosseri, som også fandtes som stationcar. Bilen havde en trecylindret totaktsmotor, og var den sidste nye japanske familiebil introduceret med den type motor. Colt 800 blev bygget frem til 1968.
I efteråret 1966 tilkom Colt 1100F med den mere moderne firetaktsmotor fra søstermodellen. Et år senere kom den også som hatchback. I 1968 blev den afløst af Colt 1100F med større motor. Bilen fandtes nu også som firedørs combi coupé. Desuden tilkom en stærkere Super Sport-model med dobbelt karburator. Produktionen af denne oprindelige, baghjulstrukne Colt-serie blev indstillet i foråret 1971.
Versioner
| Model   | Motortype                 | Slagvolume | Effekt | Brændstofsystem    |
| ------- | ------------------------- | ---------- | ------ | ------------------ |
| 800     | 3-cyl. rækkemotor totakts | 843 cm³    | 39 hk  | Enkelt karburator  |
| 1000    | 4-cyl. rækkemotor ohv     | 977 cm³    | 44 hk  | Enkelt karburator  |
| 1100    | 4-cyl. rækkemotor ohv     | 1088 cm³   | 58 hk  | Enkelt karburator  |
| 1100 SS | 4-cyl. rækkemotor ohv     | 1088 cm³   | 73 hk  | Dobbelt karburator |

## Mitsubishi Colt 1500
Samtidig med Colt 800 kom også en tredje variant i Colt-serien, Colt 1500. Foruden en ny motor havde bilen også et større karrosseri med længere akselafstand, hvilket gav bedre bagageplads. Stationcarmodellen byggede dog på samme akselafstand som 1000-modellen. Colt 1500 adskilte sig også fra de mindre modeller gennem egen front med fire forlygter.
I foråret 1968 blev bilen opdateret ligesom Colt 1200. Også her tilkom en todørs sedan og femdørs stationcar.
Versioner
| Model   | Motortype             | Slagvolume | Effekt | Brændstofsystem    |
| ------- | --------------------- | ---------- | ------ | ------------------ |
| 1500    | 4-cyl. rækkemotor ohv | 1498 cm³   | 73 hk  | Enkelt karburator  |
| 1500 SS | 4-cyl. rækkemotor ohv | 1498 cm³   | 85 hk  | Dobbelt karburator |

## Mitsubishi Colt A150
I 1978 introducerede Mitsubishi en moderne minibil med forhjulstræk og tværliggende motor. På hjemmemarkedet hed modellen Mitsubishi Mirage, men på de fleste eksportmarkeder fik den navnet Colt. Bilen er mest kendt for at have to gearstænger. Foruden den ordinære firetrins gearkasse fandtes en ekstra gearkasse med højt og lavt gear som gav et overgear på hvert gear, alt sammen for at mindske brændstofforbruget.
Den oprindelige tredørsmodel blev suppleret med en femdørs hatchback med længere akselafstand for større kabineplads og en sedan kaldet Lancer F. Mitsubishi var tidligt ude med at tilbyde turbomotorer, og fra 1982 fandtes det også til Colt.
Versioner
| Model | Motortype              | Slagvolume | Effekt | Brændstofsystem          |
| ----- | ---------------------- | ---------- | ------ | ------------------------ |
| 1200  | 4-cyl. rækkemotor SOHC | 1244cm³    | 55 hk  | Enkelt karburator        |
| 1400  | 4-cyl. rækkemotor SOHC | 1410 cm³   | 70 hk  | Enkelt karburator        |
| Turbo | 4-cyl. rækkemotor SOHC | 1410 cm³   | 105 hk | Enkelt karburator, turbo |

## Mitsubishi Colt C10
Den tredje generation af Colt fandtes igen kun som hatchback, mens sedan- og stationcarudgaverne blev solgt under navnet Lancer. Det var den første bilmodel bygget af det malaysiske Proton.
Versioner
| Model  | Motortype              | Slagvolume | Effekt | Brændstofsystem            |
| ------ | ---------------------- | ---------- | ------ | -------------------------- |
| 1200   | 4-cyl. rækkemotor SOHC | 1198 cm³   | 55 hk  | Enkelt karburator          |
| 1500   | 4-cyl. rækkemotor SOHC | 1468 cm³   | 75 hk  | Enkelt karburator          |
| Turbo  | 4-cyl. rækkemotor SOHC | 1597 cm³   | 125 hk | Benzinindsprøjtning, turbo |
| Diesel | 4-cyl. rækkemotor SOHC | 1795 cm³   | 58 hk  | Dieselmotor                |

## Mitsubishi Colt C50
Fra og med fjerde generation blev navnet Colt kun brugt på tredørsmodellen, mens øvrige versioner blev benævnt Lancer.
Versioner
| Model   | Motortype              | Slagvolume | Effekt | Brændstofsystem                  |
| ------- | ---------------------- | ---------- | ------ | -------------------------------- |
| 1.3     | 4-cyl. rækkemotor SOHC | 1298cm³    | 70 hk  | Enkelt karburator                |
| 1.5     | 4-cyl. rækkemotor SOHC | 1468 cm³   | 75 hk  | Enkelt karburator                |
| 1.5 Kat | 4-cyl. rækkemotor SOHC | 1468 cm³   | 84 hk  | Benzinindsprøjtning, katalysator |
| 1.6 GTi | 4-cyl. rækkemotor DOHC | 1597 cm³   | 124 hk | Benzinindsprøjtning              |
| 1.8 GTi | 4-cyl. rækkemotor DOHC | 1836 cm³   | 136 hk | Benzinindsprøjtning              |
| Diesel  | 4-cyl. rækkemotor SOHC | 1795 cm³   | 60 hk  | Dieselmotor                      |

## Mitsubishi Colt CAO
Med femte generation tilkom en coupé kaldet Mitsubishi Asti. Topmodellen i Japan, kaldet Mirage Cyborg, havde en turbomotor på 175 hk og firehjulstræk.
Versioner
| Model   | Motortype              | Slagvolume | Effekt | Brændstofsystem     |
| ------- | ---------------------- | ---------- | ------ | ------------------- |
| 1.3     | 4-cyl. rækkemotor SOHC | 1299cm³    | 75 hk  | Benzinindsprøjtning |
| 1.5     | 4-cyl. rækkemotor SOHC | 1468 cm³   | 90 hk  | Benzinindsprøjtning |
| 1.6     | 4-cyl. rækkemotor DOHC | 1597 cm³   | 113 hk | Benzinindsprøjtning |
| 1.8 GTi | 4-cyl. rækkemotor DOHC | 1834 cm³   | 140 hk | Benzinindsprøjtning |

## Mitsubishi Colt CJO
Mitsubishis økonomiske problem i slutningen af 1990'erne gjorde, at sjette generation af Colt havde svært ved at matche konkurrenternes mere moderne modeller. Udbuddet af motorer i Europa var også sparsomt.
Versioner
| Model | Motortype              | Slagvolume | Effekt | Brændstofsystem     |
| ----- | ---------------------- | ---------- | ------ | ------------------- |
| 1.3   | 4-cyl. rækkemotor SOHC | 1299cm³    | 75 hk  | Benzinindsprøjtning |
| 1.6   | 4-cyl. rækkemotor DOHC | 1597 cm³   | 103 hk | Benzinindsprøjtning |

## Mitsubishi Colt Z30
Med den syvende generation af Colt fik Mitsubishi igen en moderne minibil på programmet. Bilen hed nu Mitsubishi Colt på alle markeder. Til det europæiske marked blev bilen bygget af det hollandske NedCar sammen med søstermodellen Smart Forfour, som bygger på samme platform. Gennem samarbejdet med DaimlerChrysler fik Mitsubishi også adgang til moderne dieselmotorer.
Udover den almindelige hatchback fandtes også cabrioleten Colt CZC med fældbart ståltag og stationcaren Colt Plus med større bagagerum.
| Model     | Motortype             | Slagvolume | Effekt / omdr          | Moment / omdr. | Motorkode | Topfart  |
| --------- | --------------------- | ---------- | ---------------------- | -------------- | --------- | -------- |
| 1.1       | 3-cyl. rækkemotor 12V | 1124 cm³   | 55 kW (75 hk) / 6000   | 100 Nm / 3500  | 134910    | 165 km/t |
| 1.3       | 4-cyl. rækkemotor 16V | 1332 cm³   | 70 kW (95 hk) / 6000   | 125 Nm / 4000  | 135930    | 180 km/t |
| 1.5       | 4-cyl. rækkemotor 16V | 1499 cm³   | 80 kW (109 hk) / 6000  | 145 Nm / 4000  | 135950    | 190 km/t |
| CZT       | 4-cyl. rækkemotor 16V | 1468 cm³   | 110 kW (150 hk) / 6000 | 210 Nm / 3500  | 4G15      | 210 km/t |
| Ralliart¹ | 4-cyl. rækkemotor 16V | 1468 cm³   | 145 kW (197 hk) / 6000 | 260 Nm / 3500  |           |          |
| 1.5 DI-D  | 3-cyl. rækkemotor 12V | 1493 cm³   | 50 kW (68 hk) / 4000   | 160 Nm / 1600  | 639939    | 160 km/t |
| 1.5 DI-D  | 3-cyl. rækkemotor 12V | 1493 cm³   | 70 kW (95 hk) / 4000   | 210 Nm / 1800  | 639939    | 180 km/t |

¹ Kun for Schweiz